# Liste de points extrêmes de la Croatie
Voici une liste de points extrêmes de la Croatie.

## Latitude et longitude
- Nord : Žabnik, dans la municipalité de Sveti Martin na Muri, Comitat de Međimurje, (46° 33′ N, 16° 22′ E);
- Sud :
  - îlot Galijula, archipel des Palagruža, dans la municipalité de Komiža, Comitat de Dubrovnik-Neretva, (42° 23′ N, 16° 21′ E);
  - Sur le continent européen : Rt Oštra, péninsule de Prevlaka dans la municipalité de Konavle, Comitat de Dubrovnik-Neretva, (42° 24′ N, 18° 32′ E);
- Ouest : Rt Lako, dans la localité de Bašanija, dans la municipalité d'Umag, Comitat d'Istrie, (45° 29′ N, 13° 30′ E);
- Est : Rađevac, dans la municipalité d'Ilok, Comitat de Vukovar-Syrmie, (45° 12′ N, 19° 27′ E).

## Altitude
- Maximale : Dinara, 1 830 m
- Minimale : mer Adriatique, 0 m
- Village le plus élevé : Begovo (municipalité de Mrkopalj), 1060 m

| Rađevac Rt Lako Rt Oštra Galijula Žabnik Begovo Dinara |

## Sources
- [PDF] (en) Bureau centrale de Statistique de la République de Croatie, « Geographical and meteorological data », Statistical yearbook for 2005, Central Bureau of Statistics of Republic of Croatia, 2005 (consulté le 2 février 2006), p. 43